# European and Mediterranean Plant Protection Organization
L'Organizzazione europea e mediterranea di protezione delle piante (in inglese: European and Mediterranean Plant Protection Organization, in acronimo EPPO o OEPP) è un'organizzazione internazionale per la cooperazione per la protezione delle piante in Europa e nel bacino del Mediterraneo. Nell'ambito della Convenzione internazionale per la protezione dei vegetali l'EPPO è l'Organizzazione Regionale per la Protezione delle Piante per l'Europa.
Tra gli obiettivi dell'EPPO ci sono la protezione delle piante, lo sviluppo di strategie internazionali contro l'introduzione e la diffusione di malattie delle piante e la promozione di metodi di controllo sicuri ed efficaci. Ha contribuito allo sviluppo degli standard internazionali e le linee guida sulla applicazione delle misure fitosanitarie, la buona pratica fitosanitaria e la valutazione dei prodotti fitosanitari. Essa fornisce inoltre un servizio di segnalazione di eventi di interesse fitosanitario come focolai di epidemie e comparsa di nuovi agenti parassitari. Come organismo regionale per la protezione delle piante, EPPO partecipa inoltre alle sessioni internazionali sulla salute delle piante organizzate dalla FAO e dall'IPPC.

## Storia
L'organizzazione fu formata attraverso la stipula di una convenzione il 18 aprile 1951 tra i 15 Stati fondatori: Austria, Belgio, Danimarca, Francia (includendo l'Algeria, allora dipartimento coloniale), Germania Ovest, Grecia, Irlanda, Italia, Jugoslavia, Lussemburgo, Paesi Bassi, Portogallo, Regno Unito (includendo Guernsey e Jersey), Spagna e Svizzera. La sede principale fu posta a Parigi, in locali appartenenti alla Fédération nationale des producteurs de plants de pommes de terre, associazione di categoria degli agricoltori francesi.
Nel 1954 fu organizzato il primo incontro di ispettori fitosanitari a Monaco di Baviera e poi nel 1955 il consiglio approvò la denominazione ufficiale dell'organizzazione ossia European and Mediterranean Plant Protection Organization al fine di integrare l'importanza del Mediterraneo, mantenendo immutato l'acronimo EPPO.

## Membri

Cartina dei membri dell'EPPO; in azzurro sono evidenziati i paesi fondatori.

L'EPPO conta 50 paesi membri a cui si aggiungono le dipendenze della Corona britannica di Guernsey e Jersey:
| Nazione                     | Anno adesione |
| --------------------------- | ------------- |
| Albania                     | 1994          |
| Austria                     | 1951          |
| Algeria                     | 1951; 1999    |
| Azerbaigian                 | 2007          |
| Belgio                      | 1951          |
| Bielorussia                 | 2003          |
| Bosnia ed Erzegovina        | 2008          |
| Bulgaria                    | 1959          |
| Cipro                       | 1962          |
| Croazia                     | 1994          |
| Danimarca                   | 1951          |
| Estonia                     | 1994          |
| Finlandia                   | 1960          |
| Francia                     | 1951          |
| Georgia                     | 2015          |
| Germania                    | 1951          |
| Giordania                   | 1997          |
| Grecia                      | 1951          |
| Irlanda                     | 1951          |
| Israele                     | 1952          |
| Italia                      | 1951          |
| Kazakistan                  | 2004          |
| Kirghizistan                | 2000          |
| Lettonia                    | 1992          |
| Lituania                    | 1998          |
| Lussemburgo                 | 1951          |
| Macedonia del Nord          | 1998          |
| Malta                       | 1975          |
| Marocco                     | 1972          |
| Moldavia                    | 2006          |
| Montenegro                  | 2018          |
| Norvegia                    | 1955          |
| Paesi Bassi                 | 1951          |
| Polonia                     | 1958          |
| Portogallo                  | 1951          |
| Regno Unito Guernsey Jersey | 1951          |
| Rep. Ceca                   | 1960; 1993    |
| Romania                     | 1959          |
| Russia                      | 1957          |
| Serbia                      | 2004          |
| Slovacchia                  | 1960; 1993    |
| Slovenia                    | 1994          |
| Spagna                      | 1951          |
| Svezia                      | 1954          |
| Svizzera                    | 1951          |
| Tunisia                     | 1955          |
| Turchia                     | 1958          |
| Ucraina                     | 1994          |
| Ungheria                    | 1960          |
| Uzbekistan                  | 2005          |

Oltre ad essi sono considerati membri potenziali: Armenia, Egitto, Islanda, Iran (che ne è stato membro dal  1976 al 1980), Libano, Libia, Siria, Tagikistan e Turkmenistan.